# Huanghoite-(Ce)
La huanghoite-(Ce) è un minerale.